# Alan Greenspan
Alan Greenspan (Nova Iorque, 6 de março de 1926) é um economista norte-americano e foi de 11 de agosto de 1987 até 31 de janeiro de 2006 presidente do Sistema de Reserva Federal dos Estados Unidos. Após sua aposentadoria, aceitou o cargo honorário (sem receber vencimentos) no departamento do tesouro britânico.
Inicialmente apontado para o cargo pelo presidente Ronald Reagan em 1987 em substituição a Paul Volcker, foi reencaminhado ao posto por quatro vezes até sua aposentadoria em 31 de janeiro de 2006, quando foi sucedido por Ben Bernanke.

## Biografia
Greenspan nasceu em 1926, em uma família húngara judia em Washington Heights, área da cidade de Nova Iorque. O sobrenome original da família é Grünspan. Estudou clarineta na escola de música Juilliard de 1943 a 1944. É um apurado saxofonista que já tocou com Stan Getz. Enquanto cursou o colégio, tocou em uma banda de jazz. Estudou na Universidade de Nova Iorque (NYU), e obteve bacharelado em economia em 1948, e um mestrado em economia em 1950. Greenspan também estudou na Universidade Columbia, pretendendo avançar em seus estudos econômicos, mas largou-a em seguida. Muito tempo depois, em 1977, a NYU decidiu torná-lo Ph.D. em economia. Completou-se uma dissertação, porém, não está disponível ao público, pois essa foi retirada do público pela universidade à pedido do autor. Em 14 de dezembro de 2005 foi premiado como Doctor of Commercial Science da New York University, seu quarto diploma da instituição.
De 1948 a 1953, Greenspan trabalhou como analista econômico no Conference Board, um think tank de negócios e indústria da cidade de Nova Iorque. De 1955 a 1987, Greenspan foi Chairman e Presidente da Townsend-Greenspan & Co., Inc., uma firma de consultoria econômica na cidade de Nova Iorque, um trabalho de 33 anos, interrompido de 1974 a 1977, quando virou Chairman do Council of Economic Advisers nomeado pelo Presidente Gerald Ford. Na Townsend-Greenspan, Alan especializou-se no setor de indústrias pesadas (especialmente o setor siderúrgico), tornando-se capaz de advertir seus clientes sobre uma possível crise no setor. Esta foi sua primeira previsão econômica. No verão de 1968, Greenspan concordou em trabalhar no governo de Richard Nixon como coordenador da política doméstica na campanha de nomeação.
Alan Greenspan foi um dos Chairmans do Federal Reserve que tem servido o maior periodo de tempo, sendo que trabalhou no FED sob a presidência de Ronald Reagan, George H. W Bush, Bill Clinton e  George W. Bush. Também tem trabalhado no Council of Economic Advisers sob Gerald Ford. Alan Greenspan casou-se duas vezes. Seu primeiro casamento foi com Joan Mitchell em 1952, e terminou em divórcio um ano depois, em 1953. Namorou a comentarista Barbara Walters no final dos anos 1970. Em 1984 Greenspan começou a namorar a apresentadora de telejornal Andrea Mitchell, com quem se casou em 1997. Greenspan nesta época tinha 58 anos, e a também divorciada Mitchell tinha 38.